# Идея (деревня)
Иде́я — деревня в Елховском районе Самарской области, входит в состав сельского поселения Берёзовка.

## География
Деревня находится на берегу реки Кирилловка, на расстоянии примерно 20 км (по прямой) к северо-западу от районного центра села Елховка.

## Население
| 2010 |
| ---- |
| 24   |

Постоянное население составляло 21 человек (татары 95 %) в 2002 году, 24 человека в 2010 году.